# 甲奴タクシー
有限会社甲奴タクシー（こうぬタクシー）は、広島県三次市甲奴町に本社を置くバス・タクシー事業者である。
観光バスやタクシーのほか、路線バスの運行も行っている。

## 路線バス
- 三次市民バスの甲奴町線を受託運行している。※詳細は『三次市民バス』の項を参照